# Jochen Strobl
Pour les articles homonymes, voir Strobl (homonymie).
Jochen Strobl, né le 24 février 1979 à San Candido, est un spécialiste italien du combiné nordique.

## Biographie
Jochen Strobl a été quatre fois champion d'Italie de combiné.

## Palmarès

### Jeux olympiques d'hiver
| Épreuve / Édition | Épreuve / Édition | Turin 2006 |
| Sprint            | Sprint            | 30e        |
| Gundersen         | Gundersen         | 34e        |
| Par équipes       | Par équipes       | —          |

### Coupe du monde
- Meilleur classement final: 36e en 2004.
- Meilleur résultat: 12e.